# Terziarenkloster Rothenburg ob der Tauber
Das Terziarenkloster Rothenburg ob der Tauber ist ein ehemaliges Kloster der Terziaren der Franziskaner in Rothenburg ob der Tauber in Bayern in der Diözese Bamberg.

## Geschichte
Das Kloster wurde vor 1400 gegründet, als sich Angehörige des franziskanischen Dritten Ordens zu einer klösterlichen Gemeinschaft zusammenschlossen, die anfangs im Franziskanerkloster lebte; gegen Ende des 14. Jahrhunderts wurde ihnen ein Bruderhaus mit Betraum zur Verfügung gestellt. Papst Bonifatius IX. gewährte ihnen im Jahr 1400 Steuerbefreiung. Die völlig mittellosen Männer wurden durch die Stadt und das Franziskanerkloster versorgt und sammelten Almosen. Die Brüder kümmerten sich um die Alltagsprobleme der Stadtbewohner und machten Krankenbesuche. 
1541 starb das Kloster infolge der Bauernkriege und der Reformation aus. Das Haus wurde 1579 abgebrochen, der Platz verkauft. An das Kloster erinnert die Straßenbezeichnung  „Brudergäßchen“.